# ジョン・モロー (ニューメキシコ州の政治家)
ジョン・モロー（英語: John Morrow、1865年4月19日-1935年2月25日）は、アメリカ合衆国の政治家、弁護士、教師。連邦下院議員、ニューメキシコ準州下院議員を歴任した。

## 経歴
1865年4月19日、ジョン・モローはウィスコンシン州ラファイエット郡ダーリントンで生まれた。教員養成機関を卒業後、ウィスコンシン州、アイオワ州、ネブラスカ州、ニューメキシコ州の学校で教員として働いていた。その後、1892年から1896年までニューメキシコ州コルファクス郡のパブリックスクールで学校長（Superintendent）を務めた。1895年に弁護士資格を取得。その後、ニューメキシコ準州下院議員（1897年-1898年）、ラトン市検事（1900年-1901年）教育委員会委員長（1903年-1923年）などの公職を歴任。また、1908年の民主党全国大会代表として参加した。
1922年、下院議員選挙に立候補。ラテン系女性初の立候補者であるアデリーナ・オテロ=ウォーレン共和党候補らと議席を争ったが、モローは59,254票（得票率：53.99%）を得て当選を果たした。1928年に4選目を目指して出馬したが、共和党のアルバート・シムズに敗れ落選した。
政界引退後は、銀行業、牧場業、不動産業などに従事していたが、1935年2月25日、ニューメキシコ州サンタフェで死去。同州ラトンのフェアモント・セメタリー（the Fairmont Cemetery）に埋葬された。